# Ileitis

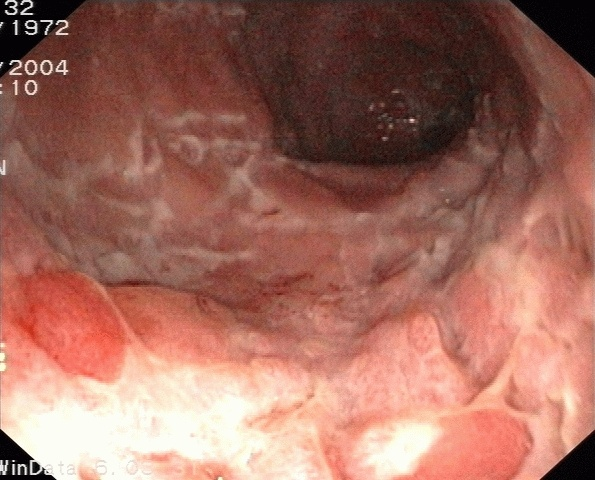
Endoskopiebild des Ileums bei Morbus Crohn mit typischem Pflastersteinrelief

Eine Ileitis ist eine entzündliche Erkrankung des Hüftdarms (Ileum). Sie tritt häufig in Kombination mit einer Entzündung anderer Darmteile auf (Enteritis, Enterokolitis). Eine Ileitis geht mit Bauchkrämpfen, wässrigem Durchfall und häufig auch mit Fieber einher.
Eine spezielle Form der Ileitis beim Menschen ist Morbus Crohn (Ileitis terminalis). Bei der Colitis ulcerosa kann sekundär ebenfalls das Ileum betroffen sein („backwash ileitis“). Auch Infektionen mit Yersinia enterocolitica (Yersiniose) betreffen oft den Endabschnitt des Ileums. Beim Morbus Behçet kann ebenfalls der Hüftdarm beteiligt sein.
Bei Schweinen betrifft die durch Lawsonia intracellularis ausgelöste Porcine proliferative Enteritis (Syn. Porcine Intestinale Adenomatose, PIA) vorwiegend das Ileum. Beim Hamster wird die proliferative Ileitis als Wet-tail disease bezeichnet.